# Елена Чудинова
Елена Чуди́нова е руска филоложка по образование, авторка на произведения в жанровете драма, детска литература, научна фантастика, исторически роман, публицистика.

## Биография и творчество
Елена Петровна Чудинова е родена на 3 септември 1959 г. в Москва, СССР, в семейството на палеонтолозите Пьотр и Инна Чудинови. Завършва филология в Московския университет.
Започва да пише поезия на исторически теми през 1970 г. През 1993 г. е издаден първият ѝ исторически роман „Держатель знака“ за гражданската война в Русия.
През 2005 г. е издаден дистопичният ѝ роман „Джамията „Парижка Света Богородица“: 2048 година”. През 2048 г. властта в Западна Европа е завзета от ислямисти, Европейският съюз е преименуван в Еврабия, узаконен е шериатът, християнството е подложено на унищожение, а християните са натикани в гета. Символ на съпротивата става катедралата „Парижка Света Богородица“, чиято съдба обединява националисти и католици. Романът става бестселър в Русия с издадени над 100 000 екземпляра. За него е удостоена с наградата „Басткон“. Заради антиислямската му тема в Западна Европа първоначално е предоставен свободно в Интернет, а едва доста по-късно е публикувана книгата. През 2011 г. по темата на романа е направен 4-сериен документален филм от режисьора Владимир Синельников.
В периода 2007 – 2011 г. работи като колумнист в списание „Експерт“. От 2010 г. води води авторската програма „Час на писателя“ по православното радио „Радонеж“.

## Произведения

### Самостоятелни романи
- Держатель знака (1993) – през 2013 г. издаден в 2 тома, „Держатель знака“ и „Торжество знака“ с приложение събрани стихове на исторически теми
- Неферт (2003)
- Мечеть Парижской Богоматери (2005)
Джамията „Парижката Света Богородица“: 2048, изд. „Велик архонтски събор“ (2013), прев. Надя Попова

### Серия „Сага за Сабурови“ (Саге о Сабуровых / Мистичная трилогия)
1. Ларец (2003)
2. Лилея (2006)
3. Декабрь без Рождества (2012)

### Детска литература
- История Англии для детей. 2 тома (1996)
- Легенды Армении (1996)
- Гардарика (2007)

### Документалистика
- Шуты у трона (2008)
- Время разбрасывать камни (2009)
- Бремя белых (2011)
- Похищение Европы. Исламизация и капкан толерантности (2012)
- Евромайдан и Русская весна (2015)

### Екранизации
- 2011 Мечеть Парижской Богоматери – ТВ документален минисериал, 4 серии